# Herzberg am Harz
Herzberg am Harz település Németországban, azon belül Alsó-Szászország tartományban. Lakosainak száma 12 783 fő (2023. december 31.). Herzberg am Harz Duderstadt és Bad Lauterberg im Harz községekkel határos. A városi tanács 2006. július 11.-i határozata óta Herzberg az Esperanto-város kiegészítést kapta, németül: Herzberg die Esperanto-Stadt, eszperantóul: Herzberg - la Esperanto-urbo.

## Népesség
A település népességének változása:
| Lakosok száma | 13 059 | 13 051 | 13 028 | 12 889 | 12 889 | 12 723 | 12 829 | 12 783 |
|               | 2015   | 2016   | 2017   | 2018   | 2019   | 2021   | 2022   | 2023   |

## Herzberg – az Esperanto-város
A név szokatlan kiegészítése abból adódik, hogy Herzbergben évek óta nemzetközi eszperantó ifjúsági találkozók, kongresszusok és egyéb rendezvények zajlanak eszperantó nyelven. A település eszperantó múltja az 1910-es évekig vezethető vissza. Joachim Gießner az 1960-as években kezdte oktatni Herzbergben az eszperantó nyelvet. Az Interkultura Centro Herzberg (ICH) 2004. november 20.-án alakult Peter Zilvar és Kóródy Zsófia vezetésével. Az ICH három egyesület közös neve: Germana Esperanto-Centro (GEC), Asocio de Germanaj Esperanto-Instruistoj (AGEI), Esperanto-Societo Sudharco (ESS). Az ICH nem csak a német eszperantisták, hanem az Eszperantó Világszövetség (Univerzala Esperanto-Asocio) kulturális eszperantó centruma is. A város jelképesen Esperantujo kulturális fővárosa.

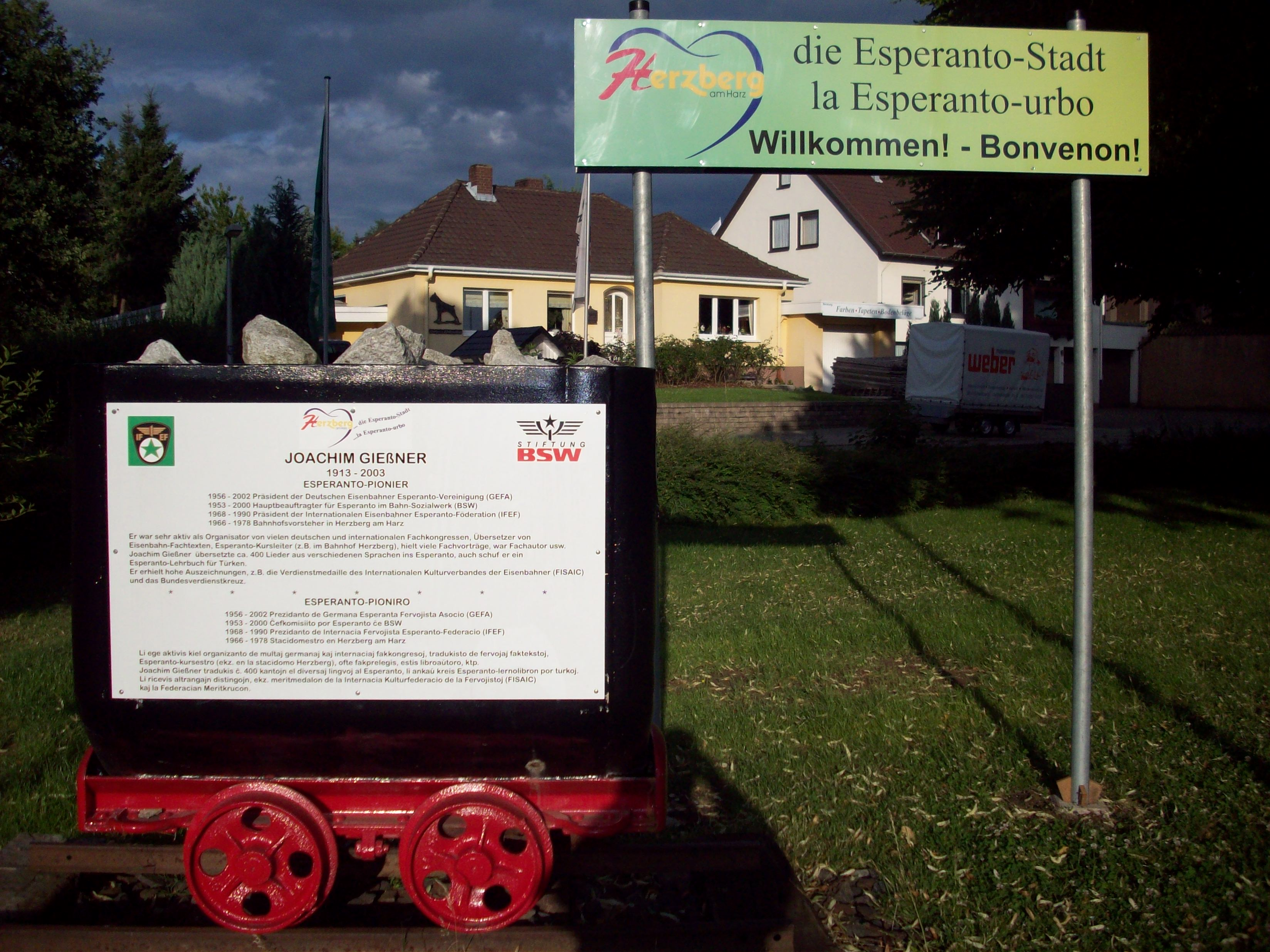
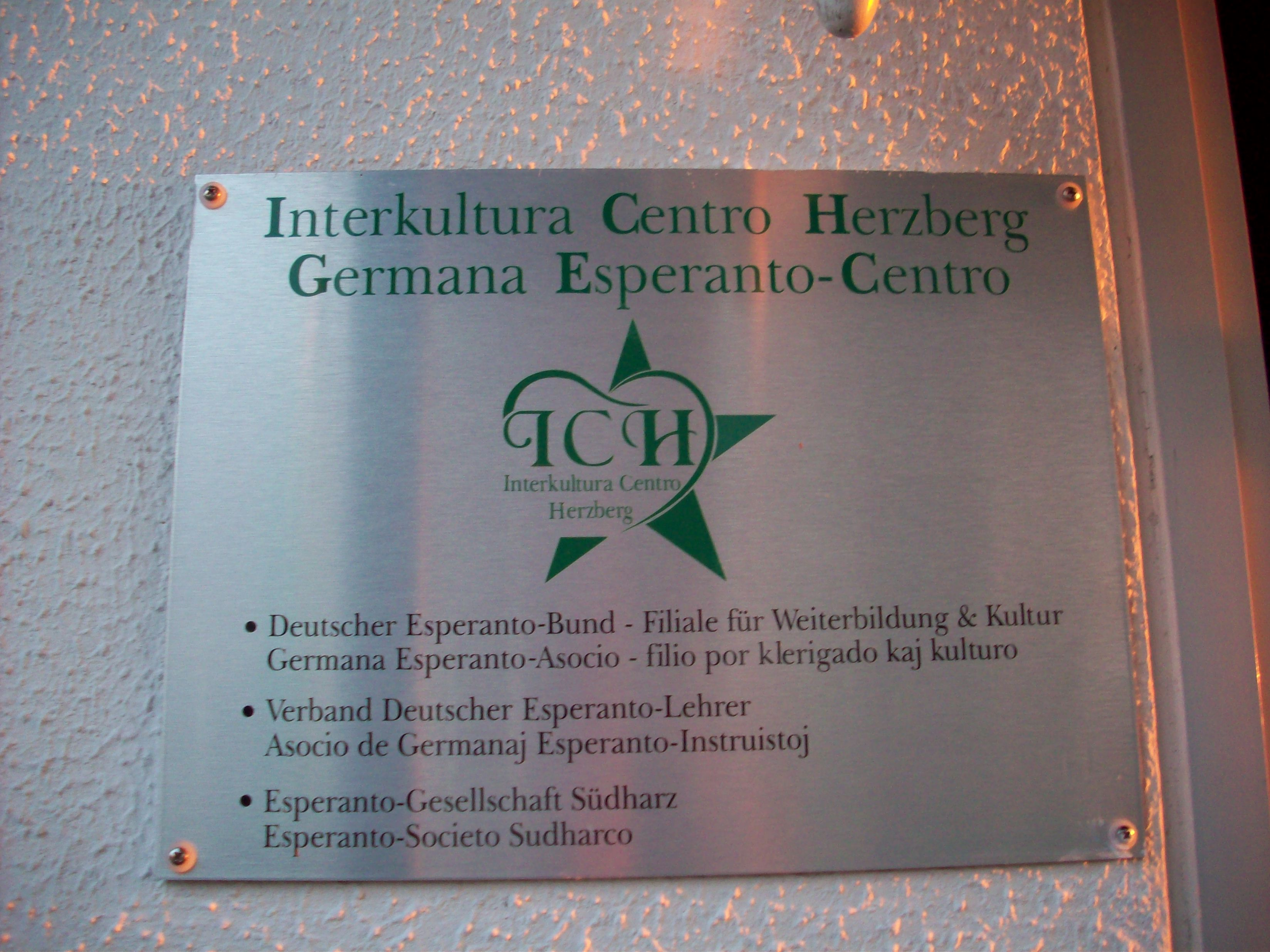
Interkultura Centro Herzberg (ICH)
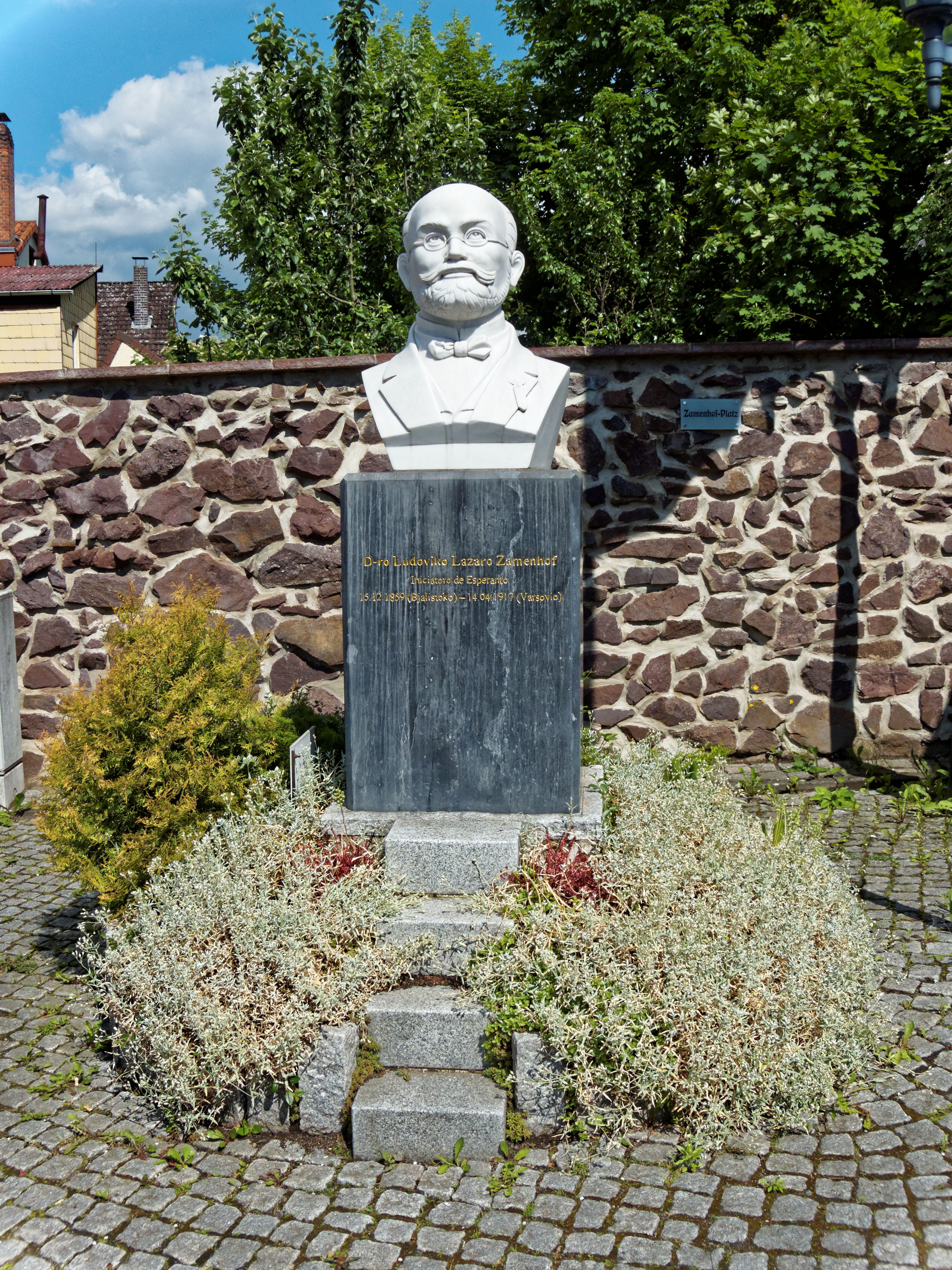
L. L. Zamenhof mellszobor
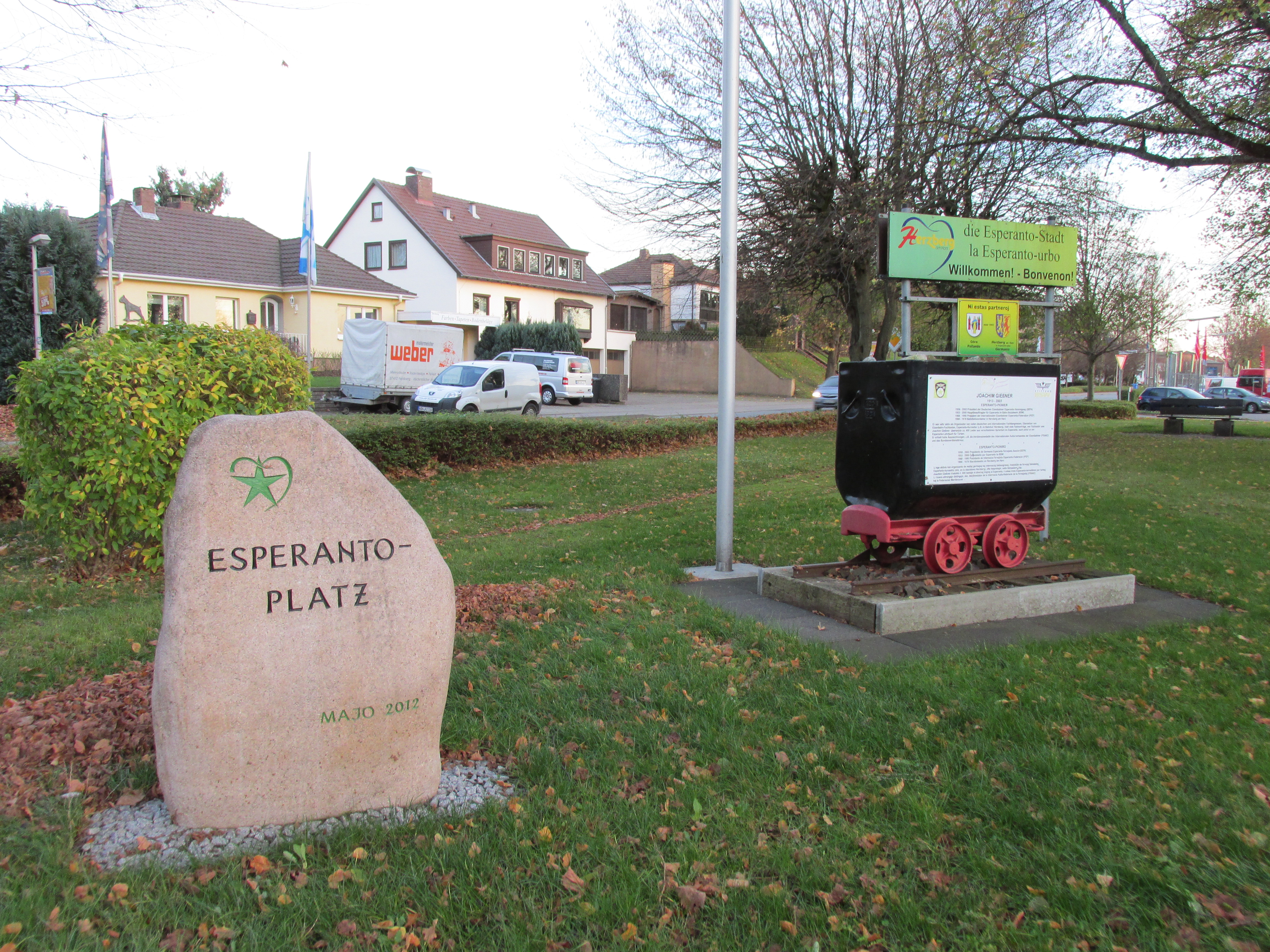
Eszperantó tér
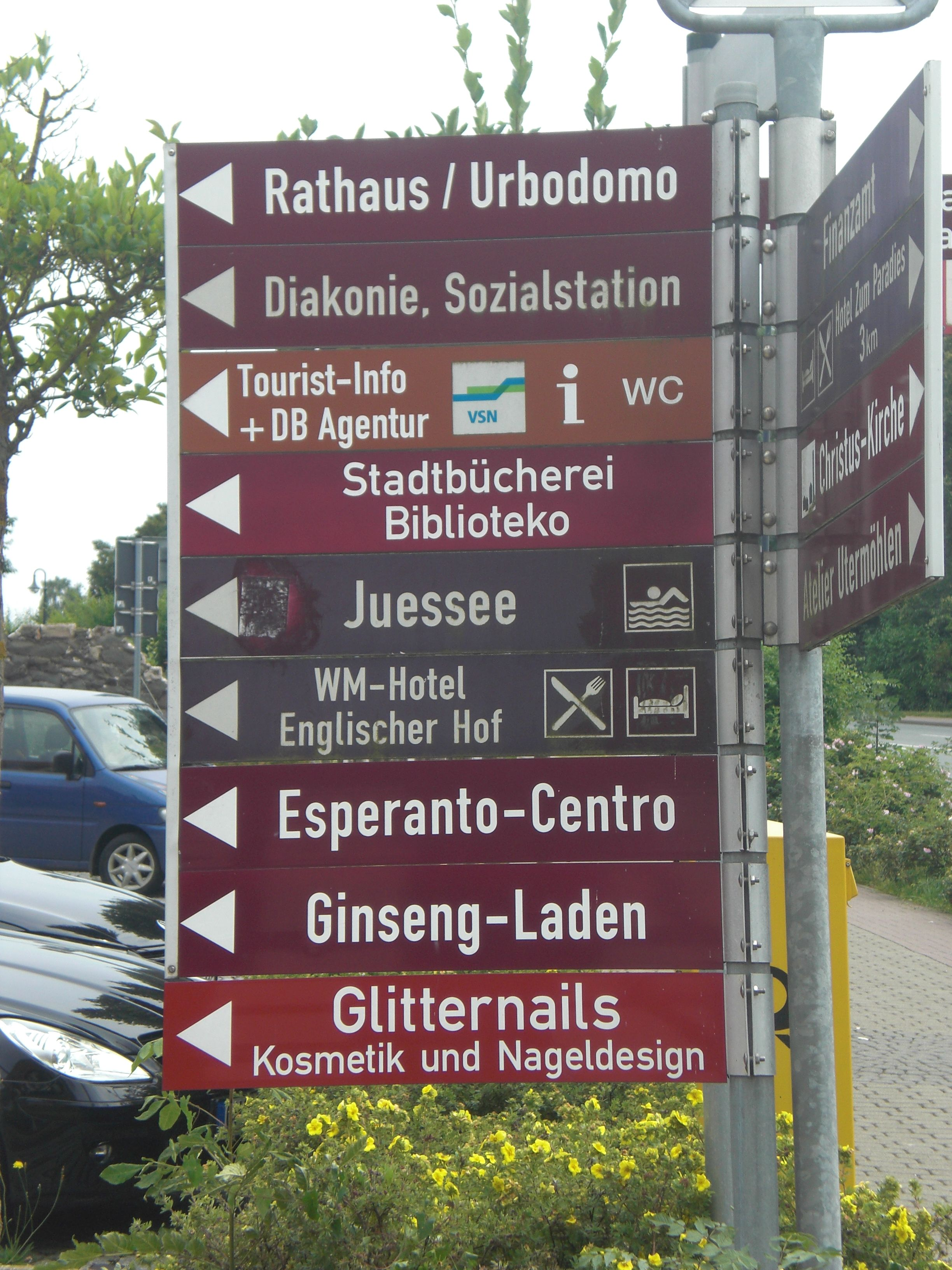
Német és eszperantó nyelvű útbaigazító táblák